# Liga del Fútbol Profesional Boliviano 1982
La Liga del Fútbol Profesional Boliviano 1982 è stata la 6ª edizione della massima serie calcistica della Bolivia, ed è stata vinta dal Bolívar.

## Formula
Il campionato si disputa con il girone unico; le prime otto passando alla seconda fase, da cui quattro squadre si qualificano poi alle semifinali.

## Prima fase
| Pos. | Squadra             | Pt | G  | V  | N  | P  | GF | GS | DR  |
| ---- | ------------------- | -- | -- | -- | -- | -- | -- | -- | --- |
| 1.   | Bolívar             | 41 | 26 | 19 | 3  | 4  | 58 | 26 | +32 |
| 2.   | Blooming            | 36 | 26 | 15 | 6  | 5  | 51 | 18 | +33 |
| 3.   | The Strongest       | 35 | 26 | 14 | 7  | 5  | 63 | 31 | +35 |
| 4.   | Oriente Petrolero   | 30 | 26 | 10 | 10 | 6  | 49 | 35 | +14 |
| 5.   | Guabirá             | 29 | 26 | 11 | 7  | 8  | 36 | 34 | +2  |
| 6.   | Wilstermann         | 28 | 26 | 8  | 12 | 6  | 35 | 31 | +4  |
| 7.   | Petrolero           | 26 | 26 | 11 | 4  | 11 | 48 | 37 | +11 |
| 8.   | San José            | 25 | 26 | 9  | 7  | 10 | 47 | 43 | +4  |
| 9.   | Real Santa Cruz     | 23 | 26 | 8  | 7  | 11 | 29 | 49 | -20 |
| 10.  | Deportivo Municipal | 21 | 26 | 7  | 7  | 12 | 34 | 45 | -11 |
| 11.  | Aurora              | 20 | 26 | 7  | 6  | 13 | 37 | 47 | -10 |
| 12.  | Chaco Petrolero     | 18 | 26 | 7  | 4  | 15 | 36 | 46 | -10 |
| 13.  | Ind. Petrolero      | 17 | 26 | 3  | 11 | 12 | 27 | 56 | -29 |
| 14.  | Ind. Unificada      | 15 | 26 | 6  | 3  | 17 | 26 | 78 | -52 |

## Seconda fase

### Serie A
| Pos. | Squadra       | Pt | G | V | N | P | GF | GS | DR |
| ---- | ------------- | -- | - | - | - | - | -- | -- | -- |
| 1.   | Wilstermann   | 9  | 6 | 4 | 1 | 1 | 12 | 9  | +3 |
| 2.   | Bolívar       | 7  | 6 | 3 | 1 | 2 | 12 | 8  | +4 |
| 3.   | The Strongest | 4  | 6 | 1 | 2 | 3 | 9  | 13 | -4 |
| 3.   | Petrolero     | 4  | 6 | 1 | 2 | 3 | 8  | 11 | -3 |

### Serie B
| Pos. | Squadra           | Pt | G | V | N | P | GF | GS | DR |
| ---- | ----------------- | -- | - | - | - | - | -- | -- | -- |
| 1.   | Oriente Petrolero | 7  | 6 | 3 | 1 | 2 | 13 | 9  | +4 |
| 1.   | Blooming          | 7  | 6 | 2 | 3 | 1 | 9  | 6  | +3 |
| 3.   | Guabirá           | 6  | 6 | 2 | 2 | 2 | 10 | 9  | +1 |
| 4.   | San José          | 4  | 6 | 2 | 0 | 4 | 8  | 16 | -8 |

## Fase finale

### Semifinali

#### Andata
| Arbitro: | Antequera |

|             |           |                |
| Capielo 67’ | Marcatori | 34’, 87’ Silva |

| Arbitro: | Barrancos |

|                        |           |  |
| Panozo 55’ Navarro 66’ | Marcatori |  |

#### Ritorno
| Arbitro: | Barrancos |

|            |           |                           |
| Romero 80’ | Marcatori | 1’ Baldessari 36’ Toninho |

| Santa Cruz de la Sierra 6 dicembre 1982, ore 20:35 | Blooming | 0 – 0 referto | Wilstermann | Estadio Ramón Tahuichi Aguilera\| Arbitro: \| Vargas \| |
| Arbitro:                                           | Vargas   |               |             |                                                         |

#### Spareggio
| Arbitro: | Ortubé |

|                                |           |               |
| Montaño 37’ (aut.) Salinas 58’ | Marcatori | 6’ Baldessari |

### Finali

#### Andata
| Arbitro: | Ortubé |

|                          |           |          |
| Salinas 53’ Enríquez 58’ | Marcatori | 5’ Rocha |

| Arbitro: | Barrancos |

|                              |           |                   |
| Revellez 7’ Sánchez 31’, 44’ | Marcatori | 45’ (aut.) Robles |

#### Ritorno
| Arbitro: | Vargas |

|              |           |           |
| Enríquez 30’ | Marcatori | 68’ Silva |

| Arbitro: | Barrancos |

|              |           |          |
| Villalón 82’ | Marcatori | 76’ Vaca |

## Verdetti
- Bolívar campione nazionale
- Bolívar e Blooming in Coppa Libertadores 1983
- Independiente Unificada retrocesso
- Primero de Mayo promosso dalla seconda divisione.

## Classifica marcatori
| Gol |  |  | Giocatore           | Squadra           |
| --- |  |  | ------------------- | ----------------- |
| 25  |  |  | Horacio Baldessari  | Oriente Petrolero |
| 23  |  |  | Juan César Silva    | Bolívar           |
| 20  |  |  | Erwin Romero        | Bolívar           |
| 18  |  |  | Juan Carlos Sánchez | Blooming          |
| 17  |  |  | Barrote             | Aurora            |
| 12  |  |  | Jorge Insfrán       | The Strongest     |
| 12  |  |  | José Milton Melgar  | Blooming          |
| 11  |  |  | Tomás Porcel        | San José          |
| 11  |  |  | Carlos Huguenett    | The Strongest     |
| 11  |  |  | Ignacio Peña        | The Strongest     |
| 11  |  |  | José Uber Acosta    | The Strongest     |